# Relaciones Turquía-Venezuela
Las relaciones Turquía-Venezuela se refieren a las relaciones internacionales que existen entre la Turquía y la Venezuela.

## Historia

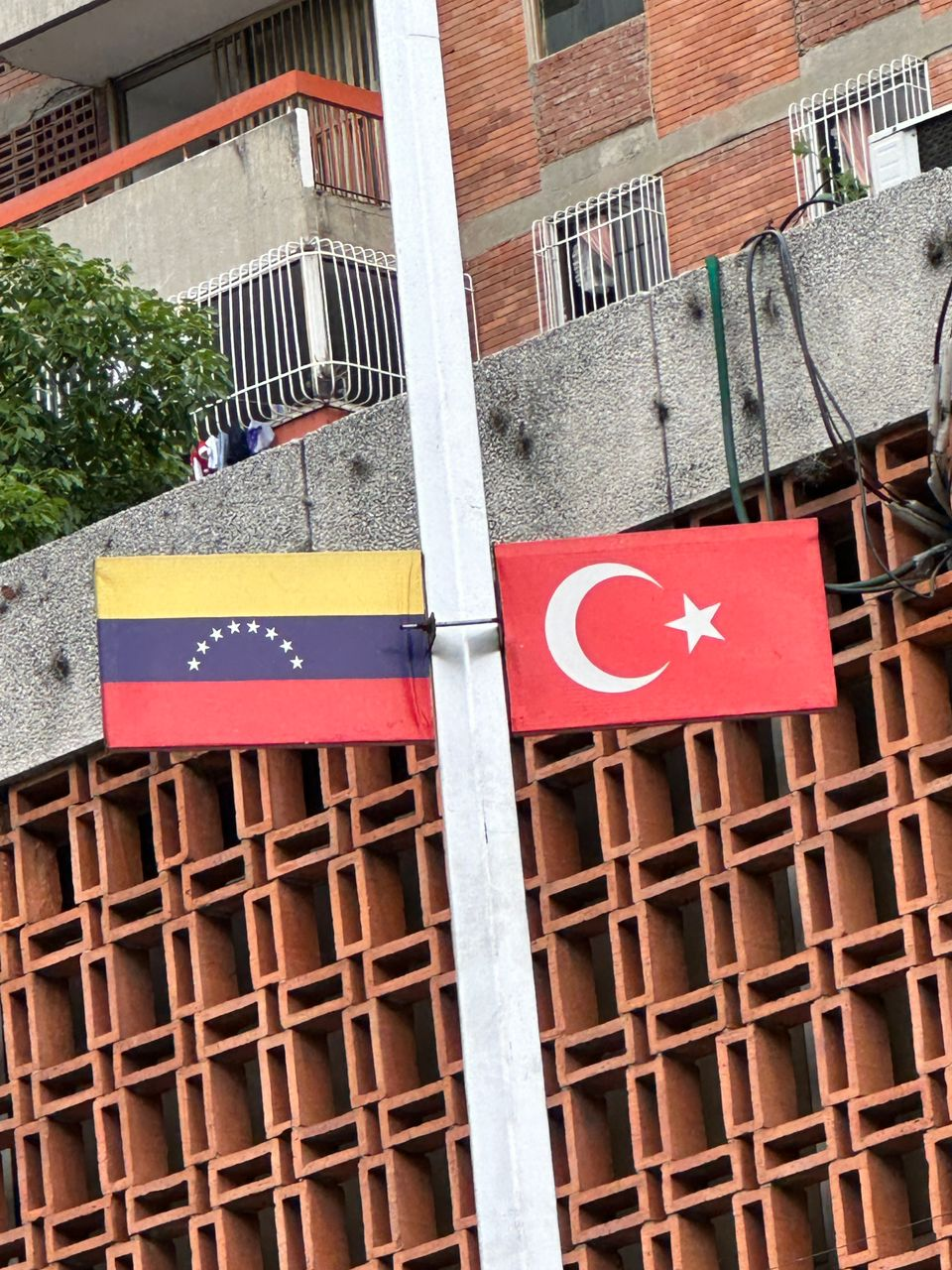
Banderas de Turquía y Venezuela en Sabana Grande, Caracas.

Las relaciones diplomáticas entre Turquía y Venezuela estuvieron establecidas en 1950. Debido a la distancia geográfica y el motivo de que los dos países se enfocaron más en su geografía propia, las relaciones se mantuvieran limitadas hasta 2016 en adelante. Después de la muerte de Hugo Chávez en marzo de 2013, el vice primer ministro Serşir Atalay asistió el funeral y dijo que la muerte de Chávez "sacudió" a Latinoamérica. La visita a Venezuela de Atalay fue importante para sus futuras relaciones con Venezuela.
Después de mayor cooperación económica entre Venezuela y Turquía en octubre de 2016, Turkish Airlines empezó a ofrecer vuelos directos a partir de diciembre de 2016 entre Caracas y Estambul, a través de La Habana, Cuba, en un esfuerzo de "enlazar y expandir contacto" entre ambos países.
Las relaciones bilaterales se han empezado ha desarrollar con cambios recientes y visitas mutuas de alto nivel. La primera visita oficial a nivel presidencial entre ambos países fue en octubre de 2017, cuando el presidente venezolano Nicolás Maduro visitó Turquía. En diciembre de 2018, el presidente turco Recep Tayyip Erdoğan visitó Venezuela y un mes después, durante la crisis presidencial de Venezuela, declaró no apoyar a Juan Guaidó como presidente de Venezuela.
Reuters informó que en 2018, 23 toneladas de oro extraído estuvo tomado de Venezuela a Estambul. En los primeros nueve meses de 2018, las exportaciones de oro de Venezuela a Turquía aumentaron de cero en el año anterior a más de $900 millones de dólares.
Erdoğan condenó las acciones de Guaidó después del levantamiento contra Nicolás Maduro.
El presidente de la Cámara de Empresarios Turcos en Venezuela, Hayri Kucukyavuz, aseguró que las importaciones y exportaciones entre Turquía y Venezuela sobrepasaron los 1.000 millones de dólares durante 2023,  tras un acuerdo firmado en el año 2018, los rubros que entran y salen de ambos países no pagan aranceles. Kucukyavuz informó sobre la feria turca que se lleva a cabo en el Poliedro de Caracas, donde estarán presentes unas 32 empresas de alimentos, tecnológicas, productos de limpieza e higiene personal turcas.
En enero de 2024 el ministro de Energía y Recursos Minerales de Turquía, Alparslan Bayraktar, manifestó su interés en comenzar a trabajar en las oportunidades de negocio en la industria petrolera y gasífera de Venezuela, suscribieron  en Caracas un Memorándum de Entendimiento en áreas como petróleo y gas. En mayo Turquía y Venezuela suscribieron nueve acuerdos reunidos en Ankara, «Hemos firmado nueve acuerdos en áreas clave como agricultura, salud y ciencias médicas, aviación civil, protección de derechos humanos, educación y becas universitarias, fortalecimiento de colegios de la Fundación Turca Maarif, turismo y artes escénicas, así como colaboración en la producción de películas y series de televisión», señaló Yván Gil el canciller venezolano. Hakan Fidan, canciller turco destacó que Venezuela es «el centro de la apertura» de Turquía hacia Latinoamérica y el Caribe en los últimos años.
En junio de 2024 Venezuela y Turquía firmaron acuerdos para la construcción de una planta petroquímica que producirá amoniaco, la inversión en campos de gas, así como para el desarrollo y explotación del Arco Minero del Orinoco (AMO).
Turquía tiene un consulado honorario en Maracaibo con una embajada en Caracas; Venezuela tiene una embajada en Ankara, así como un consulado general en Estambul.

## Sedes diplomáticas
| Turquía - Caracas (Embajada) - Maracaibo (Consulado honorario) | Venezuela - Ankara (Embajada) - Estambul (Consulado general) |

## Visitas presidenciales
| Huésped              | Anfitrión            | Sitio de visita                      | Fecha de visita         |
| -------------------- | -------------------- | ------------------------------------ | ----------------------- |
| Nicolás Maduro       | Recep Tayyip Erdoğan | Consejo Mundial de Energía, Estambul | 9-13 de octubre de 2016 |
| Nicolás Maduro       | Recep Tayyip Erdoğan | Çankaya Köşkü, Ankara                | 5-6 de octubre de 2017  |
| Nicolás Maduro       | Recep Tayyip Erdoğan | Çankaya Köşkü, Ankara                | 13 de diciembre de 2017 |
| Recep Tayyip Erdoğan | Nicolás Maduro       | Palacio de Miraflores, Caracas       | 3 de diciembre de 2018  |
| Nicolás Maduro       | Recep Tayyip Erdoğan | Ankara                               | 7 de junio de 2022      |